# ایزبلا (اکلاهما)
ایزبلا(به انگلیسی: Isabella) شهری در ایالت اکلاهما کشور ایالات متحده آمریکا است که جمعیت آن در سرشماری سال ۲۰۱۰ میلادی، ۱۳۶ نفر بوده‌است.